# سانتا کاتارینا
سانتا کاتارینا یکی از ۲۷ واحد فدرال، برزیل است. این ایالت در مرکز منطقه جنوبی، برزیل واقع گردیده شده. این ایالت از سمت شمال با پارانا، از سمت جنوب با ریو گرانده جنوبی، از سمت شرق با اقیانوس اطلس و از سمت غرب با آرژانتین هم‌مرز است. این ایالت از میسیونس، مساحتی به اندازه ۹۵٬۷۳۶٬۱۶۵ کیلومتر را شامل می‌شود. این ایالت با جمعیتی بالغ بر ۶٫۲ میلیون نفر، جزو  دهمین ایالت پرجمعیت برزیل است. پایتخت این ایالت فلوریانوپلیس، دومین شهر پرجمعیت سانتا کاتارینا، پس از ژوینویل می‌باشد. علاوه بر اسپریتو سانتو، سانتا کاتارینا یکی از این دو ایالت‌هایی است که پایتخت آنها شهرداری با بیشترین جمعیت ساکن نمی‌باشند.
این ایالت دارای ۲۹۵ شهرداری است، که بزرگ‌ترین شهرهای آن همچون: ژوینویل
، فلوریانوپلیس، بلومنائو، کریسیوما و چاپکو می‌باشد. سانتا کاتارینا به عنوان یکی از ایالت‌های برزیلاست، که کوهستانی‌ترین ناحیه‌ها را شامل می‌شود. رودخانه اروگوئه، رودخانه کانوآس، رودخانه پلوتاس، رودخانه ریو نگرو، رودخانه پیکسه، رودخانه ایتاجائی، رودخانه ایگواسو، رودخانه چاپکو و رودخانه توبارائو جزو مهم‌ترین رودخانه‌های این ایالت محسوب می‌شوند. آب و هوای این ایالت نیمه گرمسیر و مرطوب است و اقتصاد این ایالت بر پایه صنعت (بازرگانی کشاورزی، نساجی، سرامیک، ماشین آلات و تجهیزات)، استخراج (معدنی) و دامداری استوار می‌باشد.

## جغرافیا
مرکز این ایالت شهر فلرینو پولیس می‌باشد.